# Benedetto Montagna

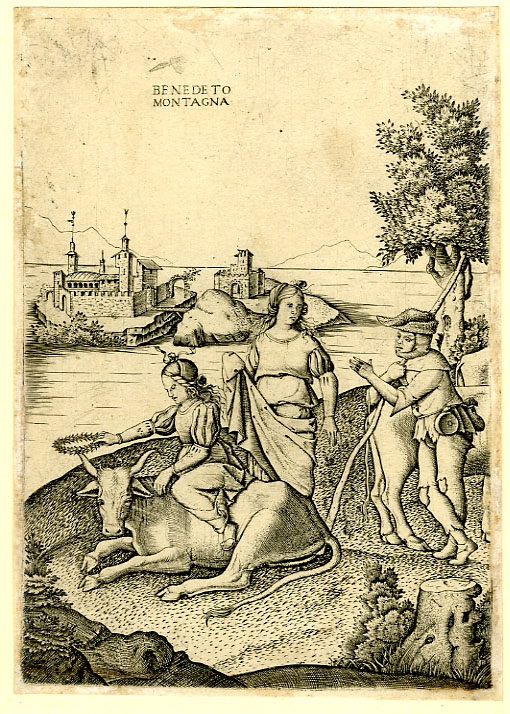
Benedetto Montagna:
Die Entführung der Europa

Benedetto Cincani bekannt als Benedetto Montagna (* um 1481 in Vicenza; † vor 1558 ebenda) war ein italienischer Maler und Kupferstecher.

## Leben und Werk
Um 1500 lernte er in der Werkstatt seines Vaters Bartolomeo Montagna, diese übernahm er 1523. Wahrscheinlich beschäftigte er sich zu Beginn seiner Laufbahn mit dem Kupferstich, seine frühe Druckgraphik zeigt Einflüsse Dürers und einige seiner Kupferstiche könnten in zeitlicher Nähe zu Dürers Italienaufenthalt 1506–1507, entstanden sein. 
47 Blatt seiner Kupferstiche befanden sich im 19. Jahrhundert im Dom von Vicenza, zusammen mit Gemälden zum Sujet Dreieinigkeit und Madonna mit Johannes.
Außer Gemälden und Kupferstichen fertigte Benedetto Montagna Holzschnitte für Druckwerke. Ein Holzschnitt mit dem Titel Hypnerotomachia Poliphili findet sich in einer Werkausgabe aus Venedig aus dem Jahre 1545.